# Badia dels Taurons
La Badia dels Taurons (Shark Bay) Situada a la regió de Gascoyne, a l'estat d'Austràlia Occidental a Austràlia. La seva localització, a més de 800 quilòmetres al nord de Perth, es tracta del punt més occidental d'Austràlia. Va ser batejada per William Dampier, un dels primers europeus que va visitar Austràlia, està inscrita a la llista del Patrimoni de la Humanitat de la UNESCO des de l'any 1991.

## Fauna
La Badia dels Taurons és una zona de gran importància zoològica. Hi viuen uns 10.000 dugongs (‘vaques de mar’), al voltant del 12,5% de la població mundial, i hi ha molts dofins particularment a Monkey Mia. La zona té 26 espècies de mamífers amenaçats d'extinció, unes 230 espècies d'ocells i prop de 150 espècies de rèptils. És una zona important de cria i alimentació per a peixos, crustacis i celenteris. Hi ha unes 323 espècies de peixos, amb molts taurons i rajades.
Alguns dofins mulars de la badia dels Taurons mostren un dels pocs casos coneguts d'ús d'eines en animals marins (junt amb les llúdrigues marines): aquests dofins protegeixen l seu nas amb una esponja de mar en alimentar-se al fons del mar. La balena geperuda i la balena franca del sud fan servir les aigües d'aquesta badia en la seva ruta migradora mentre altres espècies com Balaenoptera brydei entren sovint a la badia. El tauró balena apareix a la badia durant les llunes plenes d'abril i maig.